# 19208 Старрфілд
19208 Старрфілд (19208 Starrfield) — астероїд головного поясу, відкритий 2 вересня 1992 року.
Тіссеранів параметр щодо Юпітера — 3,487.